# 上普法尔茨行政区
上普法尔茨行政区（德語：Oberpfalz，發音：[ˈoːbɐˌpfalts] ⓘ）是德国巴伐利亚州的7个行政区之一，首府雷根斯堡。上普法尔茨行政区位于巴伐利亚州东部，与捷克接壤，与上巴伐利亚行政区、下巴伐利亚行政区、中弗兰肯行政区和上弗兰肯行政区相邻。

## 華語譯名
由於兩岸翻譯上的不同，因此台灣則將其音譯為「上法爾茲」；中國大陸則將其音譯為「上普法尔茨」。

## 行政区划
上普法尔茨行政区下设3个非县辖城市：
- 安贝格市（Amberg）
- 雷根斯堡市（Regensburg）
- 上普法尔茨地区魏登市（Weiden in der Oberpfalz）

上普法尔茨行政区下设7个县：
- 安贝格-苏尔茨巴赫县（Landkreis Amberg-Sulzbach），首府安贝格（Amberg）
- 卡姆县（Landkreis Cham），首府卡姆（Cham）
- 诺伊马克特县（Landkreis Neumarkt in der Oberpfalz），首府诺伊马克特（Neumarkt i.d.OPf.）
- 瓦尔德纳布河畔诺伊施塔特县（Landkreis Neustadt an der Waldnaab），首府瓦尔德纳布河畔诺伊施塔特（Neustadt a.d.Waldnaab）
- 雷根斯堡县（Landkreis Regensburg），首府雷根斯堡（Regensburg）
- 施万多夫县（Landkreis Schwandorf），首府施万多夫（Schwandorf）
- 蒂申罗伊特县（Landkreis Tirschenreuth），首府蒂申罗伊特（Tirschenreuth）